# Вундер, Ингольф
Ингольф Вундер (нем. Ingolf Wunder; род. 8 сентября 1985 года, Клагенфурт) — австрийский пианист.
Начинал обучение музыке как скрипач и лишь в 14-летнем возрасте переквалифицировался на фортепиано. В 2005 г. окончил Линцскую консерваторию имени Брукнера, после чего продолжил занятия в Венской Академии музыки; педагогами Вундера были Адам Харасевич и Идиль Бирет. Уже в 1999 г. завоевал ряд международных наград, в том числе первую премию конкурса пианистов на призы фирмы «Стейнвей» в Гамбурге. В 2007 г. участвовал в Международном конкурсе имени Чайковского и был назван в рецензии «Российской газеты» «самым парадоксальным пианистом»; по мнению рецензента «Московских новостей» Натальи Зимяниной, «его Моцарт совершенно соответствует фамилии: это было истинное чудо» (нем. Wunder — чудо); рецензент ИА «Русская линия» Анна Минакова отмечала, что «солнечный австрийский пианист порази<л> публику свежестью и подлинной живостью интерпретаций», «экстравагантным, но очень интересным» назвал Вундера член жюри Дмитрий Башкиров; несмотря на всё это, Вундер не был допущен во второй тур (из 20 вышедших в него музыкантов 14 представляли Россию). В 2010 г. занял второе место на Международном конкурсе пианистов имени Фридерика Шопена в Варшаве.
На первом альбоме Вундера представлены произведения Шопена и Равеля. В июне 2011 г. Deutsche Grammophon выпущен второй (исключительно из произведений Шопена), в январе 2013 г. — третий альбом (Скарлатти, Моцарт, Шопен, Кошальский, Лист, Дебюсси, Римский-Корсаков, Рахманинов, Скрябин, Мошковский, Горовиц, Моцарт, Морриконе, Уильямс).
Вундер также изучал дирижирование под руководством Павла Пшитоцкого и в 2012 году дебютировал в Кракове как дирижёр.